# Среднеевропеоидная раса
Среднеевропеоидная (среднеевропейская) раса — одна из малых рас, входящих в состав большой европеоидной расы. По пигментации занимает промежуточное положение между северными и южными европеоидами (ближе к первым).
Характерные признаки: волосы темно-русые и коричневатых оттенков, глаза смешанных оттенков, кожа очень светлая, лицо несколько ниже и шире, чем у атланто-балтийской расы, рост бороды, усов и волос на теле меньше, чем у балкано-кавказской расы, размеры и форма носа сильно варьируют, но чаще нос сильно выступает, с прямой или изогнутой спинкой, губы тонкие, рост средний.
Распространена в Центральной и Восточной Европе среди южных немцев, австрийцев, венгров, чехов и словаков, северных украинцев, южных белорусов, русских средней полосы и соседних с ними народов.
Изменчивость хорошо описывается географическими градиентами: с запада на восток увеличивается ширина лица, уменьшается рост бороды и усов, с севера на юг уменьшаются общие размеры, увеличивается интенсивность пигментации и увеличивается размер глазной щели.
Выделяется только при популяционном подходе, не тождественна альпийской расе типологического подхода. Выделена Н. Н. Чебоксаровым, присутствует в учебнике Я. Я. Рогинского и М. Г. Левина (1963). Также эту расу выделял В. П. Алексеев (1974) под именем центральноевропейской и А. И. Дубов (1994) под именем среднеевропеоидной метисной расы. В классификации В. В. Бунака в качестве эквивалента среднеевропейской расы присутствуют центральная западноевропейская раса и центральная восточноевропейская раса.